# Ichneumon vitimensis
Ichneumon vitimensis là một loài tò vò trong họ Ichneumonidae.